# Italský katepanát
Italský katepanát (řecky Κατεπανίκιον Ἰταλίας, Katepanikion Italias) byla provincie Byzantské říše, která se v letech 965–1071 nalézala v jihovýchodní části Apeninského poloostrova. Vznikla povýšením barijského vojenského velitele (jeho původní hodnost byla stratégos) na hlavního velitele (katepanó) italských držav, a v době svého největšího rozsahu zahrnovala území jižně od linie vedoucí od Gargana do Salernského zálivu. Severně od této linie spadalo pod katepanát i město Amalfi a Neapol. V jedenáctém století území katepanátu začali postupně dobývat Normané. Bari padlo v dubnu 1071, čímž byzantská vláda nad touto částí Itálie skončila.
Region a bývalá správní jednotka zhruba v rozsahu dnešní provincie Foggia se nazývá Capitanata, což vzniklo ze slova katepanát.

## Historie
Po zániku ravennského exarchátu v roce 751 se Byzanc po téměř sto let neangažovala v záležitostech souvisejících s jihem Itálie, což se ale změnilo po nástupu Basileia I. (vládl v letech 867–886) na císařský trůn. Od roku 868 začala říše činit kroky k zabezpečení Jaderského moře před nájezdy Saracénů a snažila se obnovit byzantskou nadvládu nad Dalmácií a jednotlivými částmi Itálie. V roce 873 bylo dobyto Otranto a o tři roky později získala Byzanc Bari; vojenská expedice schopného vojevůdce Nikefora Fokase v polovině 80. let 9. století poté vedla k nastolení byzantské nadvlády nad většinou Apulie a Kalábrie. Na tato vítězství navázali Fokasovi následovníci, jejichž snahy vyvrcholily založením thematu Longobardia okolo roku 892. Oblasti Apulie, Kalábrie a Basilicaty zůstaly pod byzantskou kontrolou až do 11. století. V roce 965 bylo založeno nové thema Lucania a stratégos Bari byl povýšen na katepana Itálie.
V roce 1017 se několik normanských dobrodruhů nechalo najmout   lombardskými městy v Apulii pro boj s Byzantinci. Během let 1016 až 1030 pak Normané sloužili jako žoldáci Byzanci i Lombarďanům a poté vévodovi Sergiovi IV.  Neapolskému, který v roce 1030 jmenoval jejich vůdce Ranulfa Drengota hrabětem z Aversy. Tato pevnost se stala prvním opěrným bodem Normanů v jižní Itálii, ze kterého zahájili organizované dobývání země. Okolo roku 1035 dorazili do jižní Itálie Vilém a Drogo z Hauteville, dva nejstarší synové Tankreda z Hauteville, šlechtice z Coutances v Normandii, a oba se zapojili do válečných střetnutí s cílem obsadit území Apulie. Byzanc do roku 1040 ztratila většinu této provincie a v dubnu 1071 bylo město Bari obsazeno Normany, čímž definitivně skončila byzantská vláda nad jižní Itálií.
K poslednímu pokusu o dobytí ztracených území došlo v letech 1154–1156 za vlády císaře Manuela I. Komnenose, kdy byzantská armáda započala s obléháním Bari a podnítila masové povstání obyvatelstva, které téměř svrhlo normanskou nadvládu.

## Seznamkatepanů
- 970–975 Michael Abidelas
- před 982 Romanos
- 982–985 Kalokyros Delfinas
- 985–988 Romanos
- 988–998 Ioannis Ammiropoulos
- 999–1006 Grigorios Tarchaneiotes
- 1006–1008 Alexios Xifias
- 1008–1010 Ioannis Kourkouas
- 1010–1016 Basileios Messardonites
- květen 1017 – prosinec 1017 Kontoleon Tornikes
- prosinec 1017 – 1027 Basileios Boioannes
- cca. 1027–1029 Christoforos Burgaris
- červenec 1029 – červen 1032 Pothos Argyros
- 1032 – květen 1033 Michael Protospatharios
- květen 1033 – 1038 Konstantinos Opos
- 1038–1039 Michael Spondyles
- únor 1039 – leden 1040 Nikeforos Dokeianos
- listopad 1040 – léto 1041 Michael Dokeianos
- léto 1041 – 1042 Exakoustos Boioannes
- únor 1042 – duben 1042 Synodianos
- duben 1042 – září 1042 Georgios Maniakes
- podzim 1042 Pardos
- únor 1043 – duben 1043 Basileios Theodorokanos
- podzim 1045 – září 1046 Eustathios Palatinos
- září 1046 – prosinec 1046 Ioannis Rafael
- 1050–1058 Argyros z Bari
- 1060/1061 Marules
- 1062 Sirianos
- 1064–1068 Abulchar
- 1068 Leon Perenos
- 1071 Stefanos Pateranos